# Niedźwice (gromada)
Niedźwice – dawna gromada, czyli najmniejsza jednostka podziału terytorialnego Polskiej Rzeczypospolitej Ludowej w latach 1954–1972.
Gromady, z gromadzkimi radami narodowymi (GRN) jako organami władzy najniższego stopnia na wsi, funkcjonowały od reformy reorganizującej administrację wiejską przeprowadzonej jesienią 1954 do momentu ich zniesienia z dniem 1 stycznia 1973, tym samym wypierając organizację gminną w latach 1954–1972.
Gromadę Niedźwice z siedzibą GRN w Niedźwicach utworzono – jako jedną z 8759 gromad na obszarze Polski – w powiecie sandomierskim w woj. kieleckim, na mocy uchwały nr 13j/54 WRN w Kielcach z dnia 29 września 1954. W skład jednostki weszły obszary dotychczasowych gromad Beszyce, Dmosice, Niedźwice, Trzykosy i Zbigniewice ze zniesionej gminy Koprzywnica w tymże powiecie. Dla gromady ustalono 15 członków gromadzkiej rady narodowej.
31 grudnia 1959 do gromady Niedźwice przyłączono wieś Postronna oraz kolonie Postronna, Kępie i Kępa Byszowska ze zniesionej gromady Byszów.
Gromada przetrwała do końca 1972 roku, czyli do kolejnej reformy gminnej.